# Praktica

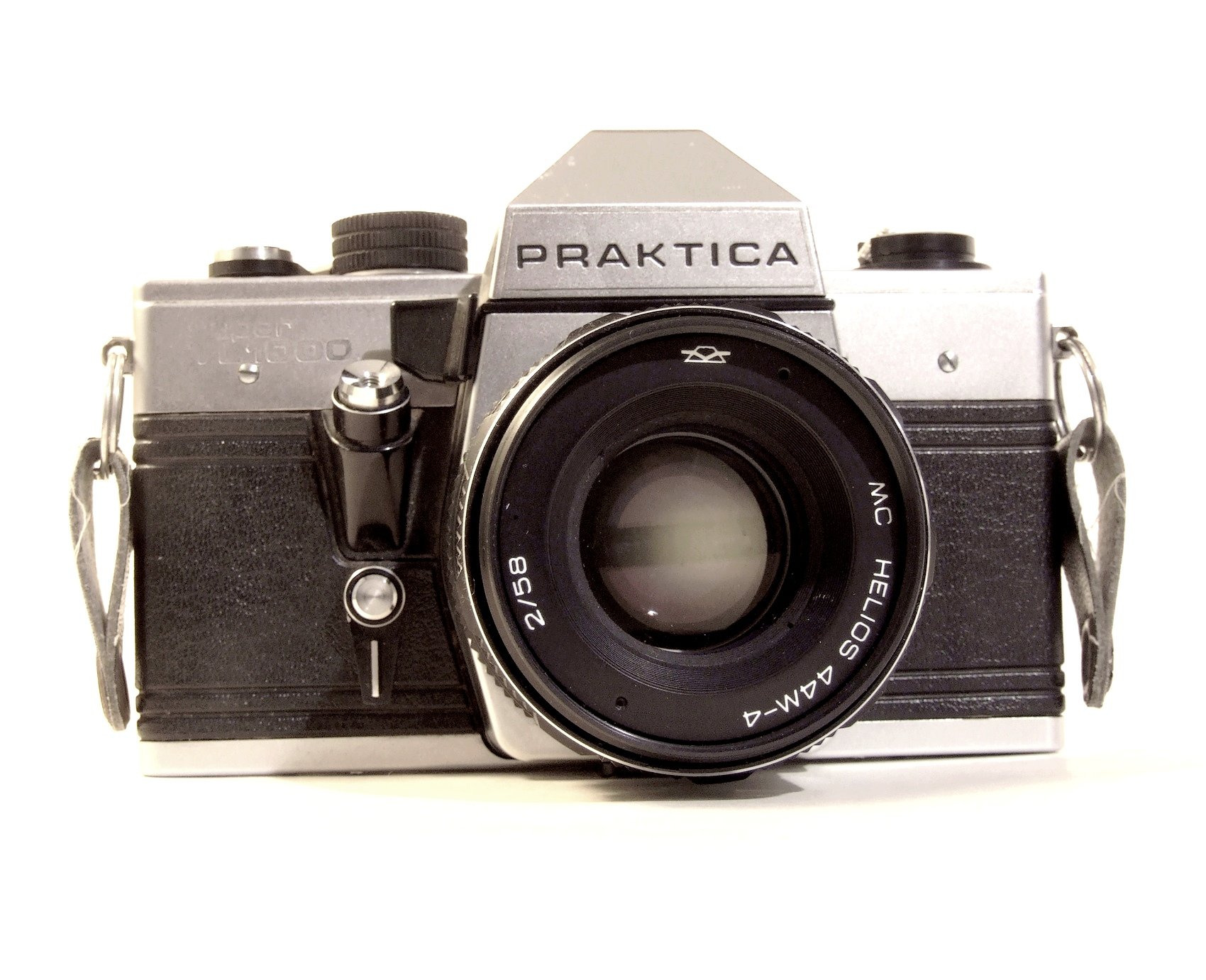
Praktica Super TL 1000

Praktica − marka aparatów fotograficznych produkowanych w drezdeńskiej fabryce Kamera Werke od 1949 roku jako następcy produkowanej od 1938 roku lustrzanki małoobrazkowej Praktiflex. Od tego czasu powstało kilkanaście modeli z gwintowym (M42x1) i bagnetowym (Praktica PB) mocowaniem obiektywów, których produkcja kontynuowana była po przejęciu fabryki kolejno przez Kamera und Kinowerke Dresden a następnie kombinat Pentacon. 
Aparaty Praktica wprowadziły na rynek nowatorskie rozwiązania techniczne. Przykładowo w 1969 Praktica LLC była pierwszym na świecie zastosowaniem elektrycznego symulatora przysłony, umożliwiając pomiar światła o różnych nastawieniach przysłony przy maksymalnie otwartym obiektywie. Praktica LLC stanowiła kompletnie mechaniczny aparat, zdolny do wykonywania zdjęć bez baterii, która tylko zasilała wbudowany światłomierz i symulator przysłony.
W XXI w. pod marką Praktica produkowane są aparaty i kamery cyfrowe.

## Aparaty z przyłączem gwintowym M42

### Pierwsza generacja
Praktica
Praktica FX
Praktica FX2
Praktica FX3
Praktica F+X
Wbudowany pryzmat pentagonalny
Praktica IV
Praktica IV M
Praktica IV B
Praktica IV BM
Praktica IV F
Praktica V F
Praktica V FB

### Druga generacja
Praktica VI
Praktica nova
Modele z systemem PL(uproszczone ładowanie błony, miały go wszystkie aparaty lustrzane Praktica od modelu nova)

Praktica nova I B
Modele z pomiarem TTL
Pentaflex SL
Praktiva nova I
Praktica Super TL
Praktica Super TL2
Praktica Super TL3
Modele z pomiarem TTL i elektronicznym przeniesieniem przysłony (LC)
Praktica electronic
Praktica Mat

### Trzecia generacja
Praktica L
Praktica L 2
Praktica L 3
Modele z zewnętrznym pomiarem światła
Praktica LB
Praktica LB 2
Modele z pomiarem światła TTL
Wskazanie przy pomocy wskazówki
Pomiar światła przy przysłonie domkniętej do wartości roboczej
Praktica LTL
Praktica Super Tl 1000
Praktica LTL 3
Praktica MTL 3
Praktica MTL 5
Praktica MTL 50
Praktica MTL 5B
Pomiar światła przy przysłonie otwartej, tzw. LC
Praktica LLC
Praktica PLC
Praktica PLC 2
Praktica PLC 3
Model VLC (VLC 2, VLC 3)zasługuje na szczególną uwagę. Ma on wymienny układ celowniczy. Produkowano do niego 3 wymienne nasadki:
-pryzmat pentagonalny
-nasadka wziernikowa, tzw. kominek
-nasadka lupy celowniczej
oraz 7 wymiennych matówek:
-soczewka Fresnela z pierścieniem matowanym i mikrorastrem
-soczewka Fresnela z klinem mierniczym
-matówka
-matówka z przezroczystą plamką i krzyżem nitkowym 
-matówka z podziałką milimetrowa
-matówka z siatką 5mm
-soczewka niematowana z podziałką milimetrową.
Praktica EE
Praktica EE 2
Praktica EE 3
modele z pomiarem TTL i wskazaniem diodami
Praktica LTL 2
Praktica DTL
Praktica DTL 2 
Praktica DTL 3
Praktica MTL 50

## Modele z przyłączem bagnetowym (PB)
Modele te miały elektronicznie sterowaną migawkę oraz automatykę w trybie preselekcji przysłony.
Praktica B200
Praktica B100
Praktica BCX
Praktica BC 1
Praktica BC 3
Praktica BX 20 
Praktica BX 20S wyposażona w czytnik kodu Dx
Praktica BCA
Praktica BCC
Praktica BCS
Do modeli linii B Pentacon produkował dwa typy winderów- szybszy do modeli BX i wolniejszy do modeli BC* i B***.

## Oznaczenia

### Pierwsza generacja
FX-gniazda synchronizacyjne do lamp błyskowych elektronowych i spaleniowych
M-Klin mierniczy
B-wbudowany światłomierz zewnętrzny
F-soczewka Fresnela

### Druga generacja
B-pomiar zewnętrzny
TL-pomiar światła TTL

### Trzecia generacja
L - migawka szczelinowa z płytek metalowych
B - wbudowany światłomierz zewnętrzny
TL - pomiar światła przez obiektyw
LC - system pomiarowy przy otwartej przysłonie
P - pryzmat
V - wymienny układ celowniczy
D - odczyt światłomierza za pomocą diod zamiast wskazówki
M - wyrównawczy mechanizm pomiarowy
EE - podwójna elektronika 

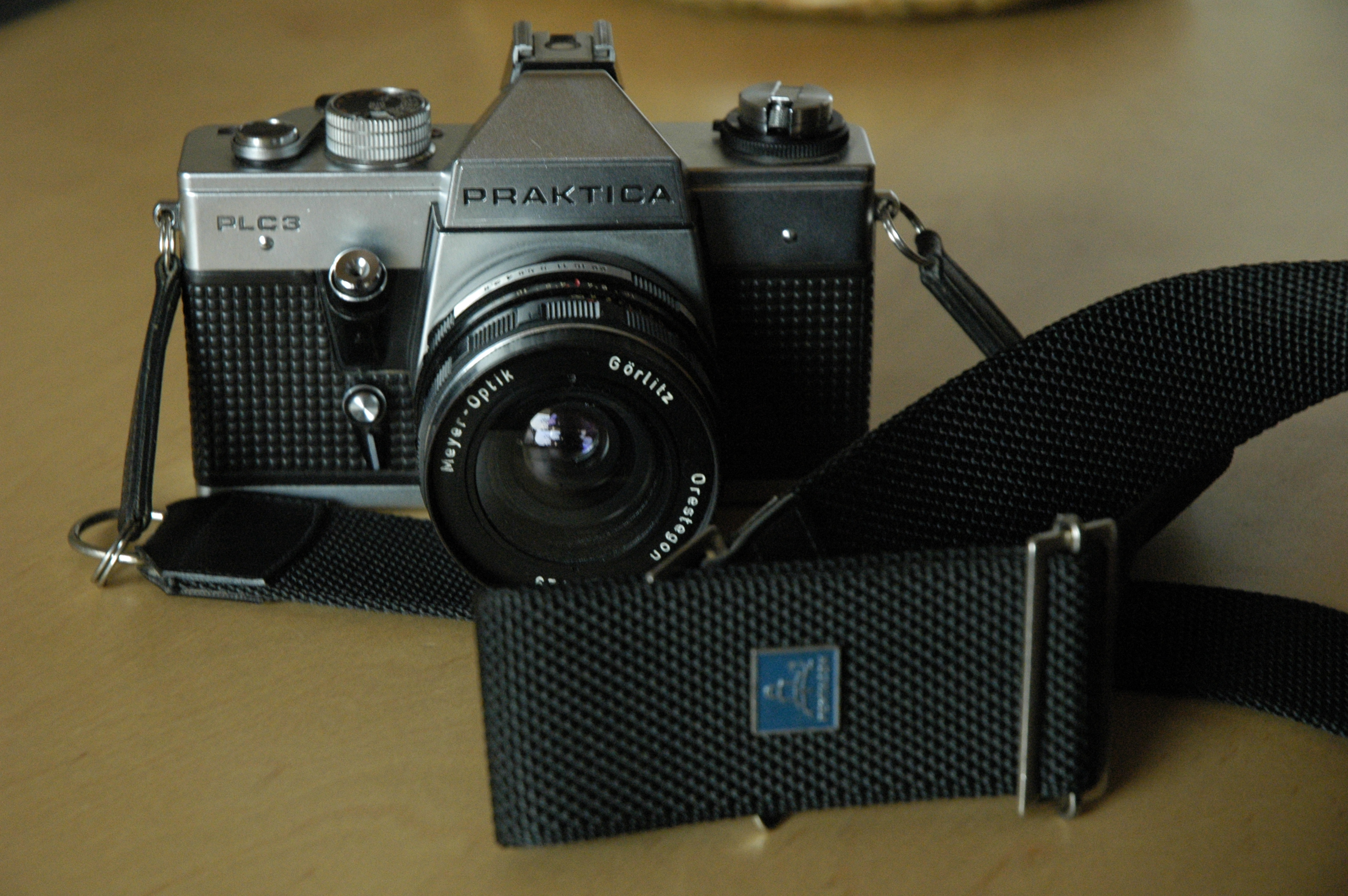
Praktica PLC 3
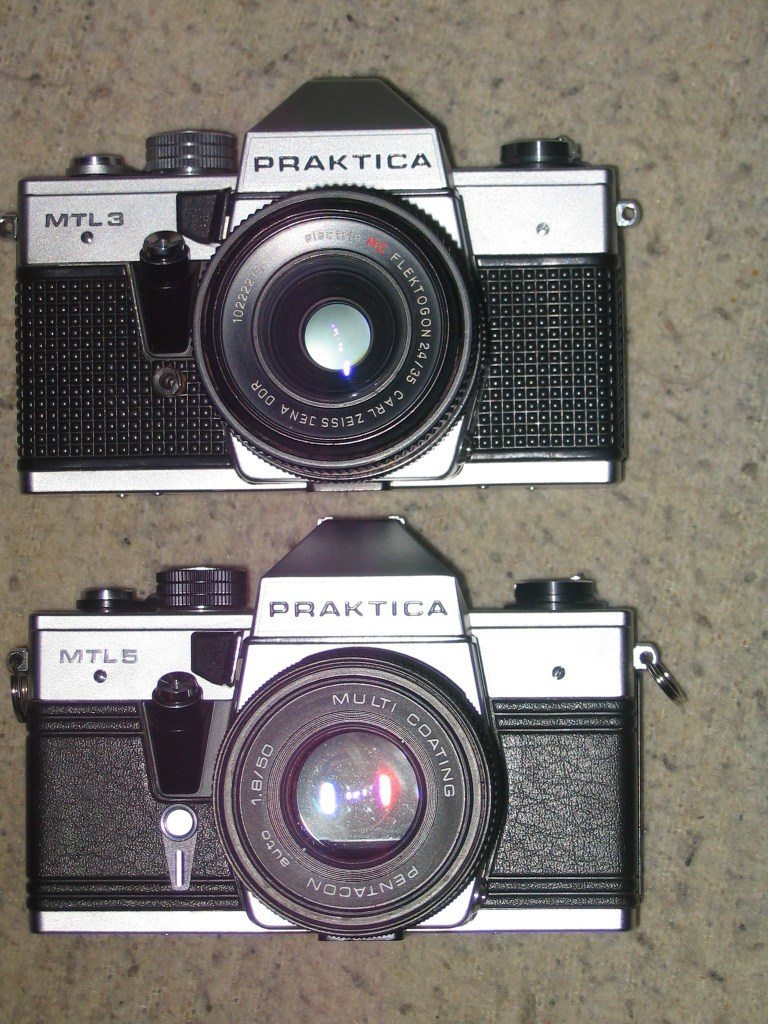
Praktica MTL 3 i 5
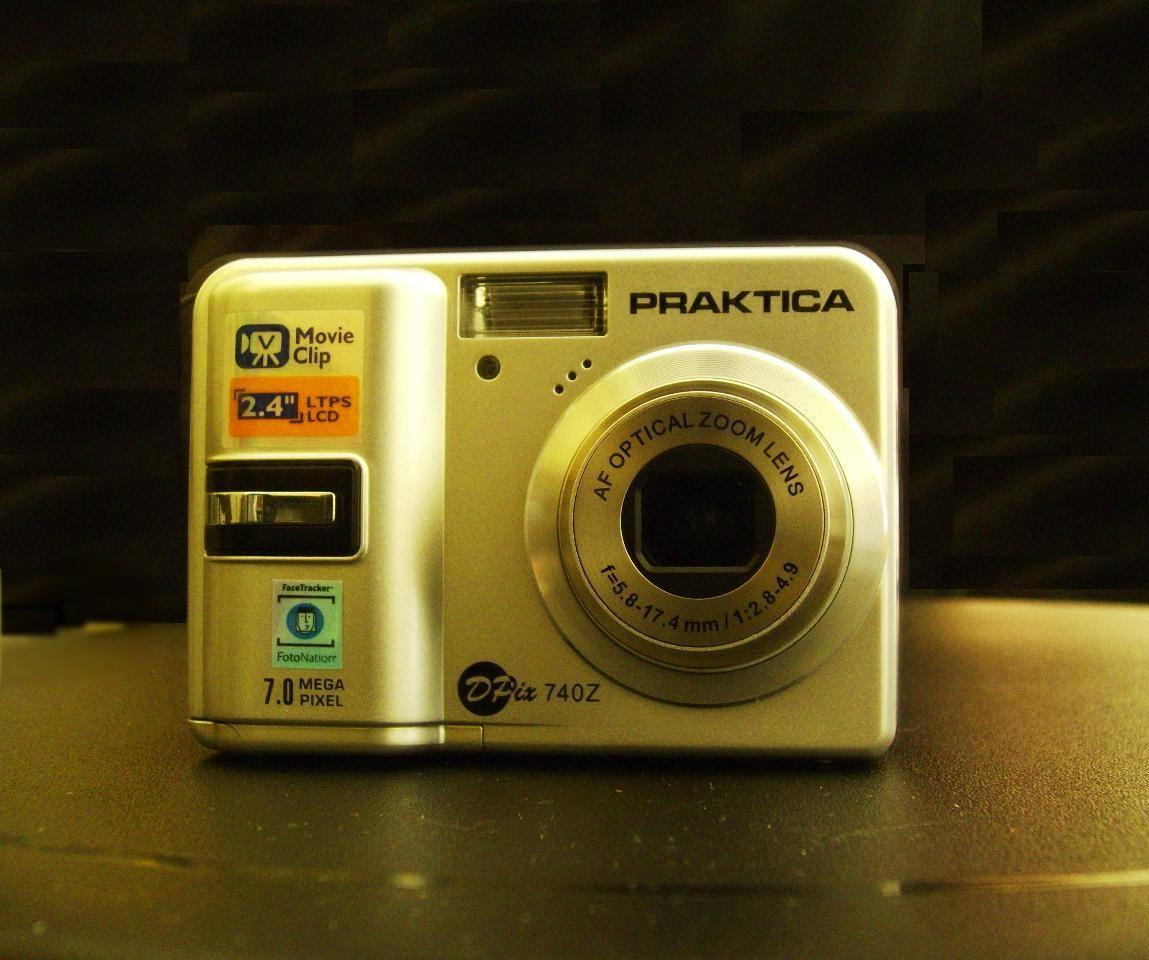
Praktica DPix 740Z